# Скоростные виды подводного плавания
Скоростное плавание в ластах — спортивная дисциплина  подводного вида спорта, заключающаяся в преодолении различных дистанций за наименьшее время вплавь с моноластой.
Задача спортсмена заключается в преодолении дистанции по/под поверхностью воды с помощью мускульной силы и моноласты, что позволяет пловцам в моноластах развивать скорость до 12 км/ч. Состоит из четырех техник, включающих плавание с использованием ласт либо на поверхности воды с использованием трубки с моноластами или биластами, либо под водой с моноластами либо на задержке дыхания, либо с использованием оборудования для подводного плавания - акваланг с открытым контуром. Мероприятия проводятся на дистанциях, аналогичных соревнованиям по плаванию как в бассейне, так и на открытой воде.

## Дисциплины соревнований
Программа соревнований по этому виду спорта включает в себя:
- плавание в ластах по поверхности воды на дистанциях 50—1500 м с дыхательной трубкой;
- ныряние на 50-метровой дистанции;
- подводное плавание в ластах с баллоном на дистанции 100, 400 метров;
- эстафета — соревнования, в которых участники команды поочередно проплывают отдельные этапы дистанции.
- На открытой воде проходят также заплывы на марафонские дистанции 3, 5 километров.

## Дистанции
Виды дистанций
- Поверхностное плавание в ластах (SF): 50, 100, 200, 400, 800, 1500, 4 × 100 эстафета и 4 × 200 эстафета (метров)
- Плавание в ластах на задержке дыхания под водой или нырок: 50 м
- Im: 100, 200, 400(метров)
- Bf: 50, 100, 200 и 400 метров(биласты)

## Снаряжение
Снаряжение спортсмена:
- Плавательный костюм, плавки, купальник
- Маска
- Моноласт или гиперласта
- Трубка для подводного плавания с центральной фиксацией
- Баллон(акваланг) - подводный дыхательный аппарат открытого контура, использующим сжатый атмосферный воздух в качестве дыхательного газа. Использование обогащенных кислородом смесей запрещено. Цилиндры ограничены максимальным номинальным давлением в цилиндре 200 бар и минимальным объемом цилиндра 0,4 литра.

## Спортивные нормативы
Мужчины, плавание в ластах (минут: секунд, долей секунд)
| Дистанция           | МСМК    | МС      | КМС     | I       | II      | III     | I(ю)    | II(ю)   | III(ю)  |
| 50м                 | 15,8    | 16,8    | 17,7    | 18,6    | 20,2    | 22,0    | 24,0    | 26,2    | 28,4    |
| 100м                | 35,9    | 37,7    | 39,5    | 42,4    | 46,0    | 49,9    | 54,6    | 59,6    | 1:04,6  |
| 200м                | 1:23,9  | 1:28,1  | 1:32,3  | 1:39,0  | 1:47,4  | 1:56,6  | 2:07,5  | 2:19,3  | 2:31,0  |
| 400м                | 3:05,3  | 3:14,6  | 3:23,8  | 3:38,7  | 3:57,2  | 4:17,6  | 4:41,7  | 5:07,6  | 5:33,5  |
| 800м                | 6:36,9  | 6:54,0  | 7:16,5  | 7:38,0  | 8:28,0  | 9:12,0  | 10:05,0 | 10:59,0 | 11:55,0 |
| 1500м               | 12:45,0 | 13:23,3 | 14:01,5 | 14:55,0 | 16:20,0 | 17:40,5 | -       | -       | -       |
| эстафета(4чел*100м) | 35,9    | 37,7    | 39,5    | 42,4    | 46,0    | 49,9    | 54,6    | 59,6    | 1:04,6  |
| эстафета(4чел*200м) | 1:23,9  | 1:28,1  | 1:32,3  | 1:39,0  | 1:47,4  | 1:56,6  | 2:07,5  | 2:19,3  | 2:31,0  |

Женщины, плавание в ластах (минут: секунд, долей секунд)
| Дистанция           | МСМК    | МС      | КМС     | I       | II      | III     | I(ю)    | II(ю)   | III(ю)  |
| 50м                 | 18,0    | 18,9    | 19,8    | 21,2    | 23,0    | 25,0    | 27,4    | 30,0    | 32,4    |
| 100м                | 40,0    | 42,0    | 44,0    | 47,2    | 51,2    | 55,6    | 1:00,8  | 1:06,4  | 1:12,0  |
| 200м                | 1:32,9  | 1:37,5  | 1:42,2  | 1:49,6  | 1:58,9  | 2:09,1  | 2:21,2  | 2:34,2  | 2:47,2  |
| 400м                | 3:20,5  | 3:30,5  | 3:40,6  | 3:56,5  | 4:16,5  | 4:38,5  | 5:05,0  | 5:33,0  | 6:01,0  |
| 800м                | 7:07,1  | 7:28,5  | 7:50,0  | 8:24,0  | 9:06,5  | 9:53,5  | 10:49,0 | 11:50,0 | 12:48,5 |
| 1500м               | 13:40,6 | 14:21,6 | 15:02,7 | 16:08,3 | 17:30,0 | 19:00,0 | -       | -       | -       |
| эстафета(4чел*100м) | 40,0    | 42,0    | 44,0    | 47,2    | 51,2    | 55,6    | 1:00,8  | 1:06,4  | 1:12,0  |
| эстафета(4чел*200м) | 1:32,9  | 1:37,5  | 1:42,2  | 1:49,6  | 1:58,9  | 2:09,1  | 2:21,2  | 2:34,2  | 2:47,2  |

## История
С появлением легкодоступных резиновых ласт в середине 1930-х годов в Европе появился вид спорта по плаванию в ластах.  В 1951 Луиджи Ферраро, итальянский пионер подводного плавания организовал первые соревнования по плаванию в ластах.
Многие считают, что на создание моноласты, инженеров вдохновил известный фильм «Человек-амфибия», снятый в 1961 году на киностудии «Ленфильм» по одноименному роману Александра Романовича Беляева. Именно специалисты киностудии «Ленфильм» фактически предвосхитили появление моноласта, заставив человека, двигаться подобно дельфину. 
В 1962 году инженер Виктор Андреевич Суетин, по совместительству инструктор подводного спорта, изготовил первый в мире моноласт, который чем-то напоминал хвост русалки. Моноласт предназначался для съемки любительского подводного фильма «Девочка и море». Там впервые было показано, как необычно, свободно и быстро передвигается под водой человек в моноласте, работая ногами подобно дельфину.
В 1968 году тренер из Ленинграда Евгений Нахимович Рехсон соединил обычную пару ластов, то есть зафиксировал ноги спортсмена в нижней части стопы, а образовавшуюся снизу плоскость вклеил на резиновую пластину. Сама пластина утончалась от калош к концу ласта, авторское изобретение было запатентовано в 1985 году под названием "ЛАСТ", содержащий лопасть и средства ее крепления на голенях пловца . В такой новинке его воспитанница О. Тихоненко зимой 1968 года выступила в Москве. Это было первое спортивное выступление с моноластом на серьезных соревнованиях. 
В 1964 году Иванов Анатолий Сергеевич, студент третьего курса Института физкультуры имени Лесгафта пловец-перворазрядник, который дублировал роль Ихтиандра под водой в  фильме  «Человек-амфибия», выиграл чемпионат СССР по подводному плаванью. Он использовал стиль дельфин, в отличие от остальных спортсменов, плывших кролем .
Тем временем Поротов Борис Глебович изготавливает новый моноласт с сечением в виде клина. С весны 1969 года в модернизированном моноласте воспитанница  Бориса Глебовича Поротова  Турукало Надежда Прокопьевна осуществила «победное шествие» на  последовательно выиграв практически все короткие дистанции, начиная с ныряния 50 м, и стала чемпионкой Казахстана, а затем последовательно чемпионкой и рекордсменкой  Европы на IV Чемпионате Европы по плаванию в ластах (Сабадель, Испания,1970), мира и  СССР. Естественно, от ныряния перешли к плаванию в моноласте по поверхности воды. С этих пор утвердился и стал отшлифовываться новый способ скоростного подводного плавания — «дельфин». 
С 1971 года в моноласте стали выступать и мужчины. Первым это сделал Александр Михайлович Салмин из Новосибирска .
Успенский Георгий Николаевич  первый  в истории подводного спорта рекордсмен мира среди мужчин,  заслуженный тренер СССР ,  Украины, команда которого первая в мире начала плавать все дистанции от 50 м до 1500 м в моноластах.
В советское время серийный выпуск новых видов подводного снаряжения промышленностью был не освоен.  Позднее в 2000-х годах на рынке появились новые моноласты «HyperFins».

С 1967 года разыгрывается чемпионат Европы по плаванию в ластах. Чемпионат мира по плаванию в ластах разыгрывается с 1976 года. Позже начали разыгрываться чемпионат Азии, чемпионат Панамерики. Скоростной вид подводного плавания фигурировал на Всемирных играх как трендовый вид спорта с 1981 года и был продемонстрирован на Европейских играх 2015 года. Соревнования на мировом и континентальном уровне организуются Всемирной Конфедерацией Подводной Деятельности (CMAS). 

Первенство СССР среди юношей по подводному спорту. Приглашение программа на литовском и русском языке, 1984
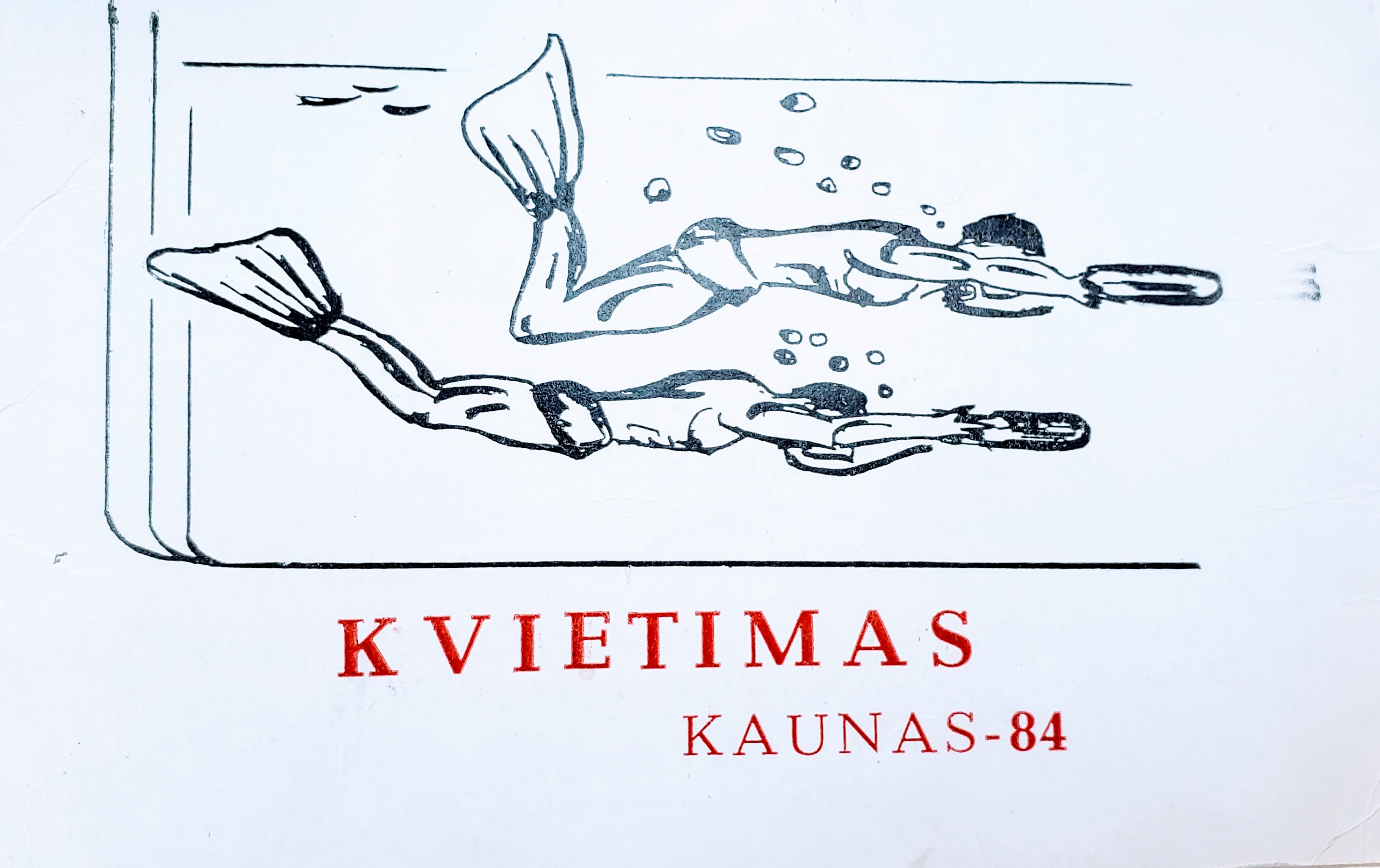
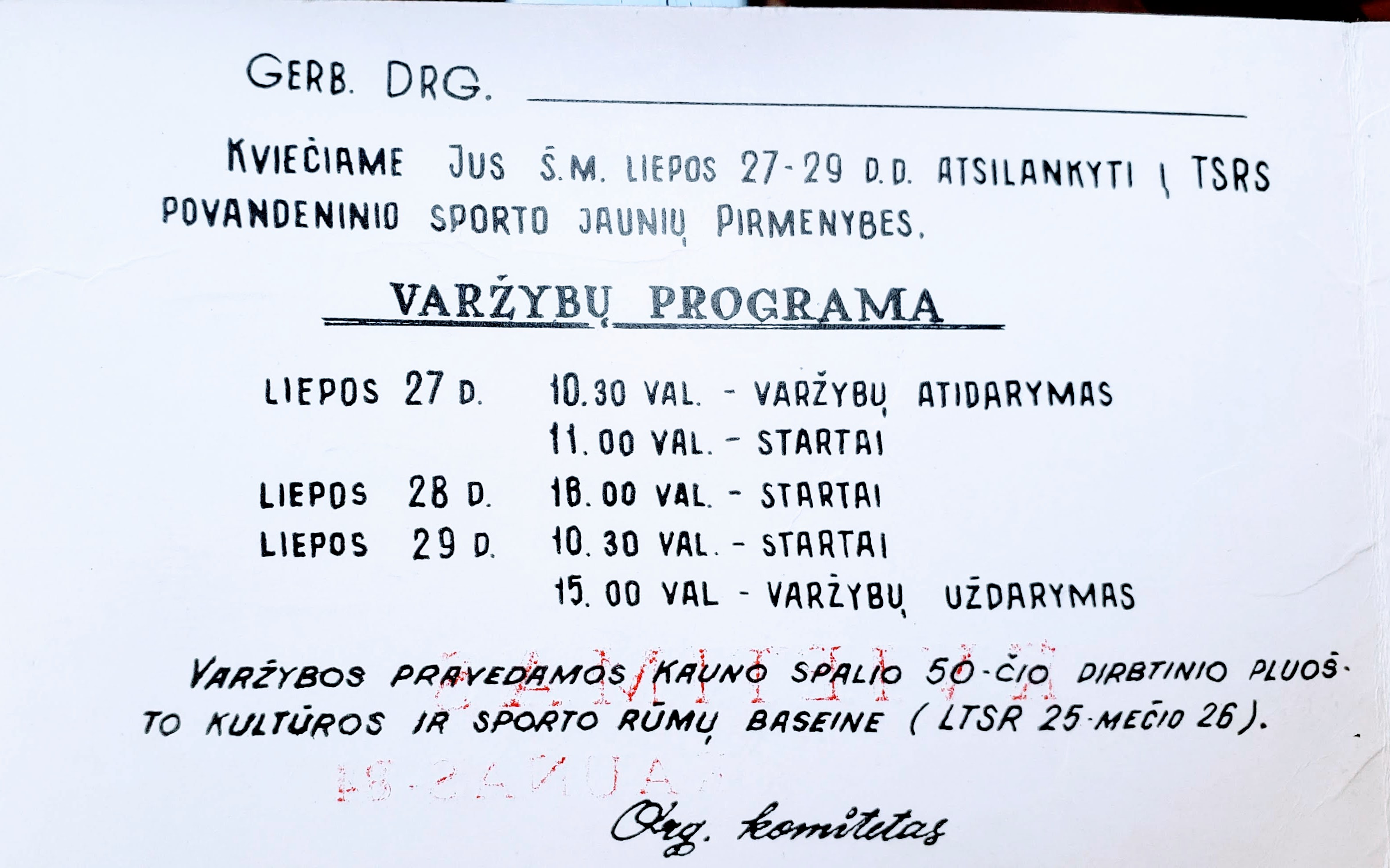
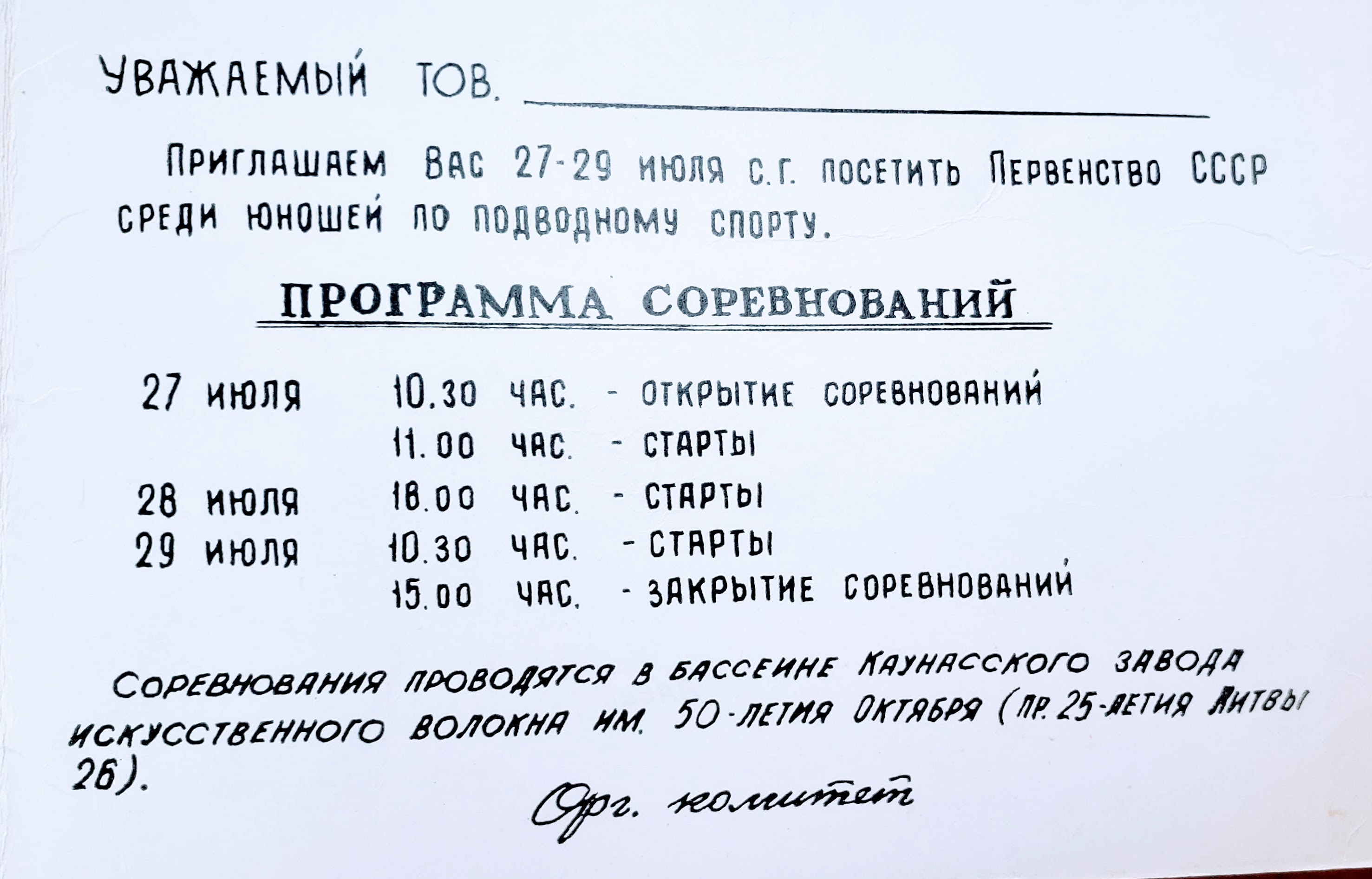